# Leptognathia parabreviremis
Leptognathia parabreviremis är en kräftdjursart som beskrevs av Jürgen Sieg. Leptognathia parabreviremis ingår i släktet Leptognathia och familjen Leptognathiidae. Inga underarter finns listade i Catalogue of Life.